# Leonard Siwanowicz

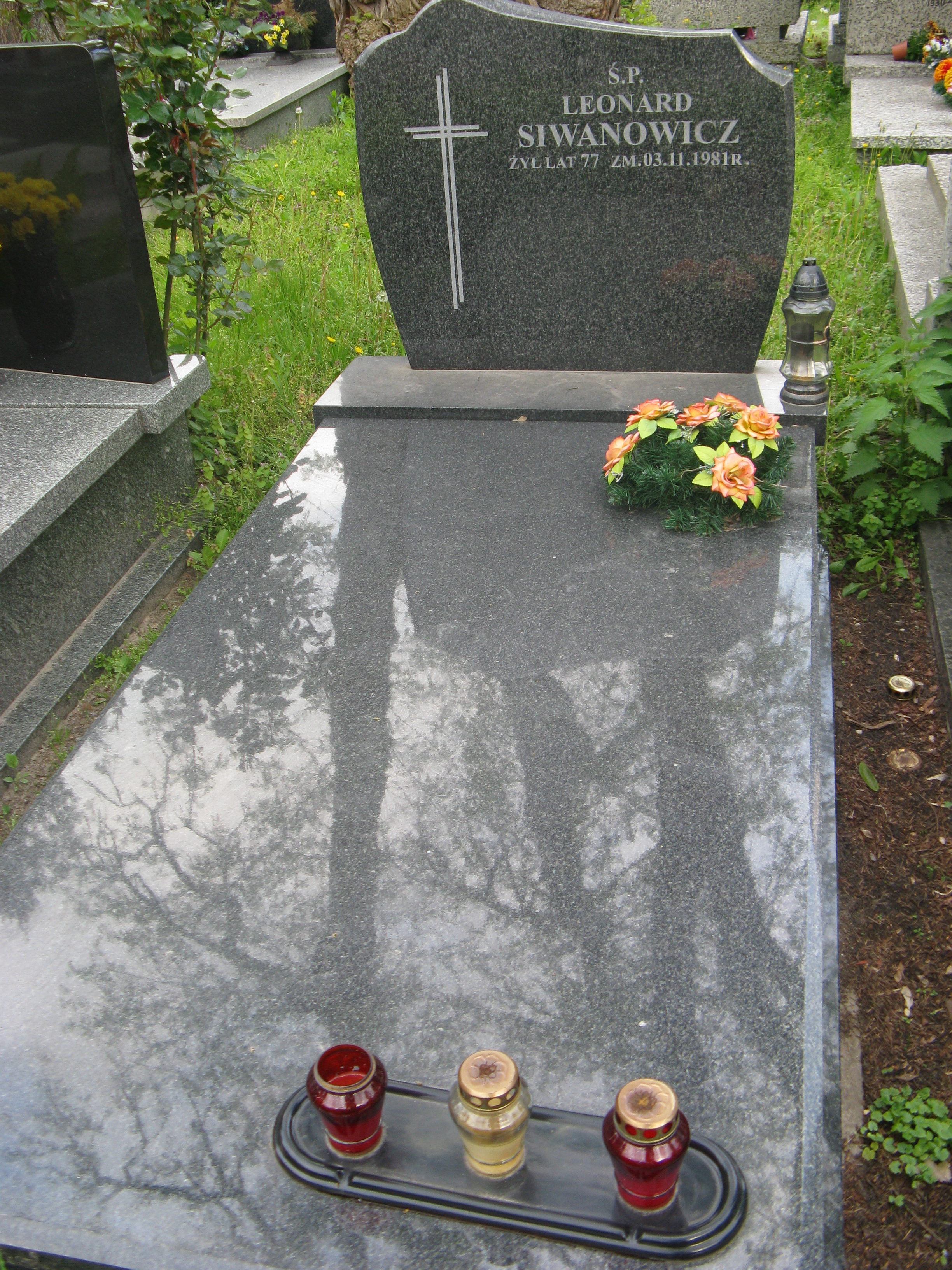
Grób Leonarda Siwanowicza na cmentarzu Wojskowym na Powązkach

Leonard Siwanowicz (ur. 22 sierpnia 1904 w Płocku, zm. 3 listopada 1981) – podpułkownik, funkcjonariusz organów bezpieczeństwa PRL.

## Życiorys
Urodził się w rodzinie Adolfa i Antoniny. Komendant wojewódzki Milicji Obywatelskiej w Poznaniu w 1946, szef Wojewódzkiego Urzędu Bezpieczeństwa Publicznego w Poznaniu w 1947, szef WUBP w Rzeszowie w 1948, Szef WUBP w Koszalinie – od 1 czerwca 1950 – do 10 września 1951. Odwołany ze stanowiska i wydalony z organów bezpieczeństwa publicznego po nieudanej akcji przeciw członkom organizacji niepodległościowej pod nazwą „Krajowa Policja Bezpieczeństwa” w Bobolicach, w trakcie której zginęło dwóch wyższych oficerów WUBP w Koszalinie (Franciszek Bloch i Władysław Dudko). 4 października 1946 został odznaczony Złotym Krzyżem Zasługi.
Pochowany na cmentarzu Wojskowym na Powązkach w Warszawie (kwatera D37-3-16).